# Andreas Hourdakis
Andreas Hourdakis (* 21. Oktober 1981 in Malmö) ist ein schwedischer Jazz- und Fusionmusiker (Gitarre, Komposition) mit griechischen Wurzeln.

## Leben und Wirken
Hourdakis begann im Alter von 11 Jahren Gitarre zu spielen. Während seiner Jugend spielte er mit der Hardcore-Band Neverending, mit der zwei Alben entstanden. Nach dem Ästhetikprogramm in der Oberstufe studierte er zwei Jahre an Fridhems Folkhögskola in Svalöv und dann drei Jahre an der Königlichen Musikhochschule Stockholm.
Hourdakis gehörte zu Gruppen wie Desert Soul, Nyfors und U.S.A. Mit dem Quintett Nyfors entstand 2002 das Album Jazz. In Mitteleuropa wurde er durch seine Mitwirkung in den Bands von Magnus Öström oder Sebastian Studnitzky bekannt. Er arbeitete aber auch in den Gruppen von Lars Danielsson, Karin Hammar (Circles), Jeanette Lindström, Daniel Karlsson, Joakim Milder und Asha Ali.
In seinem eigenen Trio spielte er mit Kontrabassist Martin Höper und Schlagzeuger Ola Hultgren Winkler. Nach dem Debütalbum In a Barn (Brus & Knaster 2015) hat er 2017 die Vinyl-LP Señor mit Liedern von Bob Dylan veröffentlicht, zu dem Down Beat meinte, sie sei „eine der kreativsten Jazz-Übersetzungen von Dylans Songs“. 2020 folgte in gleicher Besetzung das Album Underworld, das sich auf die griechische Mythologie oder andere mystische Ereignisse bezieht; beim Titel „Talos Run“ ist zudem Kornettist Tobias Wiklund tätig. Weiterhin ist er in der Hardcore-Neo-Trash-Band Bitch Hawk tätig, mit der er das Album Joy vorlegte.